# Вещици (Светът на Диска)

## Ланкърско сборище
Ланкърското сборище е групата вещици, която е най-често описвана в романите от поредицата „Светът на Диска“, и основната в романите от поредицата, които спадат към серията за вещиците.
Прототипът му са трите вещици в „Макбет“. Също така те са пародия на трите прототипа - Девицата, Майката и Старицата - които съставят Триликата Богиня.
Поотделно, всяка от трите е пародия на различен стереотип за вещиците. Баба е класическата вещица от приказките, Леля е селската знахарка и баячка, а Маграт е модерната романтична последователка на Уика и духовните израствания.
В книгите от поредицата се споменава, че за сборище са необходими три вещици. Ако са две, почват да си лазят една на друга по нервите. Третата им помага да се обединят и да почнат заедно да лазят по нервите на някой друг. Ако вещиците са повече от три, всяка почва да лази по нервите на всички останали.

### Есмерелда Вихронрав
Вижте статията за Баба Вихронрав.

### Гита Ог
Вижте статията за Леля Ог.

### Маграт Чеснова
Вижте статията за Маграт Чеснова.

### Агнес Нит
Вижте статията за Агнес Нит.

## Други вещици

### Алис Демураж
Известна още като Черната Алис, тя не се появява лично в поредицата „Светът на Диска“ (поне до Thud! включително). По време на действието на тези книги тя е отдавна умряла, но е част от причините Баба Вихронрав да е каквато е. Алис е била изключително могъща вещица от Света на Диска. Знаела е всички трикове, които една вещица трябва да знае, и е била изключително добра в използването на истории - Леля Ог казва, че е можела да управлява по три едновременно. Това обаче ѝ се отразило с времето - тя започнала да не различава реалния свят от собствените си истории, и бавно полудяла (оттам и идва прякорът „Черната Алис“). Всички истории за зли вещици на Света на Диска всъщност са за нея. Свършила е в собствената си фурна, метната там от нахални хлапета, в стил „Хензел и Гретел“. От нея Есме Вихронрав е научила (косвено - Алис е умряла много преди Есме да се роди) много неща, и най-вече това, че една твърде могъща вещица постоянно трябва да внимава и да се проверява сама, за да не свърши като Черната Алис. Възможно е двете да са роднини - в книги от поредицата също има мъгливи намеци за това. В „Захапи за врата“ Баба споменава, че името на баба ѝ е било Алисън (която обаче не е Черната Алис).

### Стара майка Дисмас
Много стара вещица, която толкова дълго е предсказвала бъдещето, че вече не може да държи мисълта си в настоящето. (Баба Вихронрав казва, че "второто ѝ зрение е с отлепена ретина".) Появява се въвв „Вещици в чужбина“ и в разказа „Морето и рибките“.